# Byggnadsföreningens hus

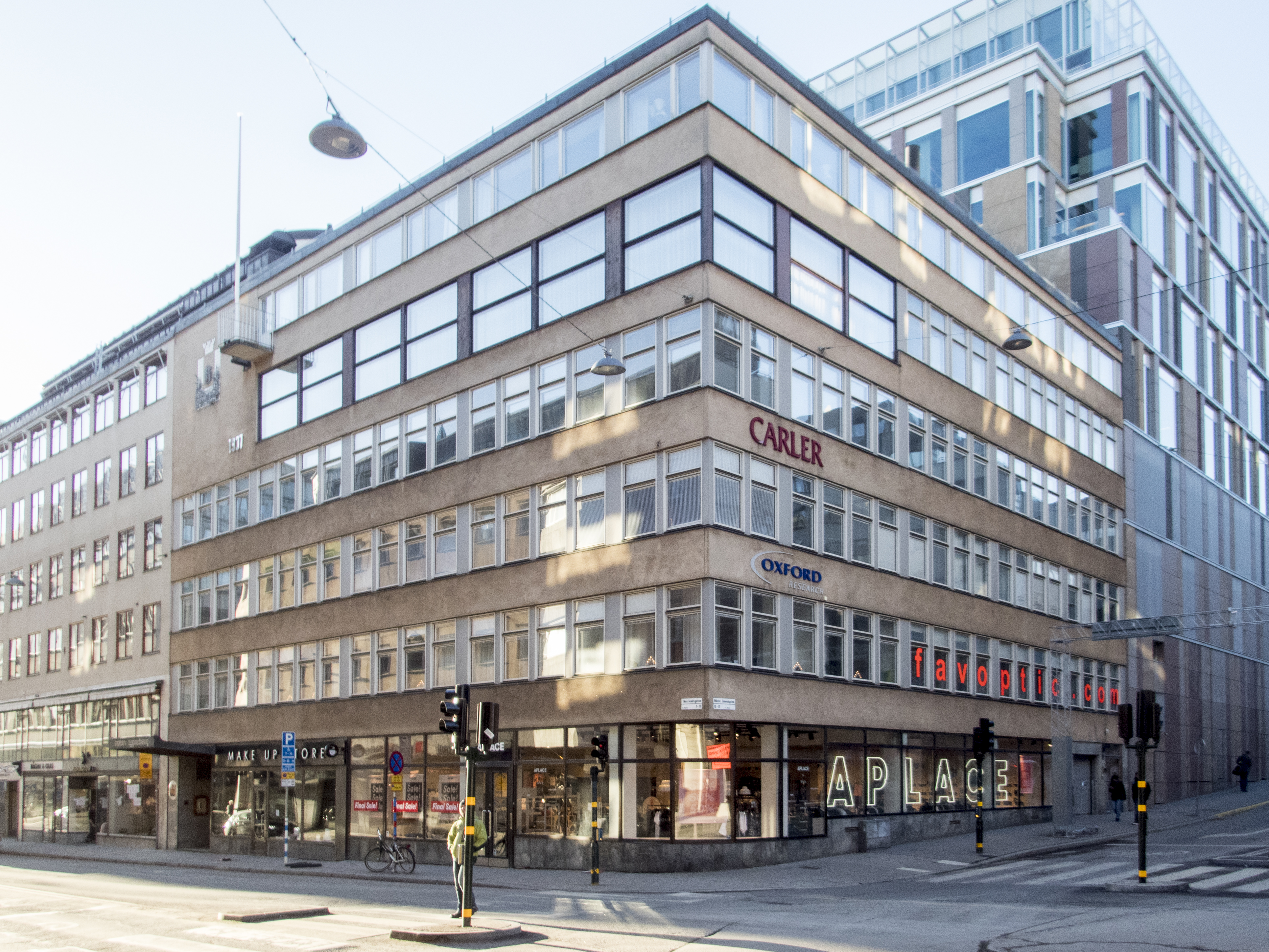
Stockholms Byggnadsförenings hus.

Byggnadsföreningens hus, med fastighetsbeteckning Hästen 25, är en kontorsfastighet på Norrlandsgatan 11 i Stockholm.

## Historik
Byggnaden uppfördes 1937 för  Stockholms byggnadsförening efter ritningar av arkitekten Sven Markelius. Restaurang Fontainebleau låg i fastigheten, och utsattes för ett bombattentat på nyårsafton 1982, då inredningar av högt kulturhistoriskt värde förstördes och varefter byggnaden fick renoveras.
Fastigheten omfattar cirka 3 000 m², och inrymmer butiker, kontor, föreningens klubblokaler, bibliotek och kansli samt en konferenslokal. Byggnaden är grönmärkt av Stadsmuseet i Stockholm vilket innebär att den bedöms vara "särskilt värdefull från historisk, kulturhistorisk, miljömässig eller konstnärlig synpunkt".